# Řepešínská lípa
Řepešínská lípa patří k nejstarším a nejmohutnějším památným stromům v CHKO Šumava. Roste na východním kraji vesnice Řepešín ve směru na Saladín.

## Základní údaje
- název: Řepešínská lípa
- výška: 24 m (1981)[2], 25 m (1990)[3], 25 m (1993)[2], 24 m (1995)[4], 31 m[1]
- obvod: 810 cm (1981)[2], 820 cm (1990)[3], 820 cm (1993)[2], 817 cm (1995)[4], 826 cm[1]
- věk: 500 let (1990)[3], 550 let (1995)[4]
- zdravotní stav: 3 (1981, 1993, 1995)
- sanace: zastřešení, zpevnění koruny
- souřadnice: 49°0'0.38"N, 13°54'40.60"E

## Stav stromu a údržba
Mohutný kmen porůstá výmladky a je zcela dutý, dutina zastřešená. Větve směřující ke stavení sahají až k zemi. Bohatě olistěnou korunu zpevňuje řetěz, výška dosahuje 20 metrů. Těsně u kořenů lípy je stará studna, která stromu zajišťuje přísun vláhy i v době letních such.

## Památné a významné stromy v okolí
Prachaticko a Vimpersko je (zvlášť při severní hranici CHKO Šumava) velmi bohaté na staré a památné stromy, především pak lípy. Většina následujících stromů roste v okruhu do 10 km.
blízké okolí
- Lípa u Dobišova Mlýna (významný strom)
- Lípy v Horním Záblatí
- Husova lípa (Chlístov) (750 let)
- významný strom v obci Kratušín
- Švihovská lípa

SV směr
- Husinecká lípa

SZ směr
- Lípa u Machova mlýna (Šumavské Hoštice)
- Hoštická alej (lípy, javory, jasany v celkovém počtu 209 stromů)
- Lípy ve Svaté Maří (2 stromy, 11 km)

JZ směr
- Milešický jasan

JV směr
- Perlovické lípy
- Lípa v Libínském Sedle (11 km)

Prachatice
- Prachatický břečťan
- Prachatický liliovník
- Prachatický jilm